# Kruszyniany
Kruszyniany (biał. Крушыняны/Krušyniany) – wieś w Polsce położona w województwie podlaskim, w powiecie sokólskim, w gminie Krynki.
Wieś położona w pobliżu rzeki Nietupy na skraju znajdujących się nad nią łąk, lasów oraz wzniesień (rozciągających się w kierunku pd.-wsch. od wsi) dochodzących do 161 m n.p.m. Kruszyniany leżą na historycznej Grodzieńszczyźnie, położone były w powiecie grodzieńskim województwa trockiego Wielkiego Księstwa Litewskiego, na obszarze ekonomii grodzieńskiej.

## Historia
Wieś została założona prawdopodobnie w wieku XVII. W dniu 12 marca 1679 Jan III Sobieski nadał Tatarom m.in. Kruszyniany oraz pobliskie wsie Nietupa, Łużany, jak też część Poniatowicz. Osadzeni muzułmanie, zwani Lipkami, walczyli po stronie Polski w wojnie z Turkami. W Kruszynianach (obok ok. 45 innych rodzin) osiadł na stałe płk Samuel Murza Krzeczowski, który uratował życie królowi w bitwie pod Parkanami. W drodze na sejm do Grodna król zatrzymał się u Krzeczowskiego. Kruszyniany stanowiły duży ośrodek muzułmański. Tutaj sporządzano dzieła o treści religijno-obyczajowej tzw. kitaby. Jeden z nich powstał w 1792 dzięki kopiście Jusufowi Heliaszewiczowi.

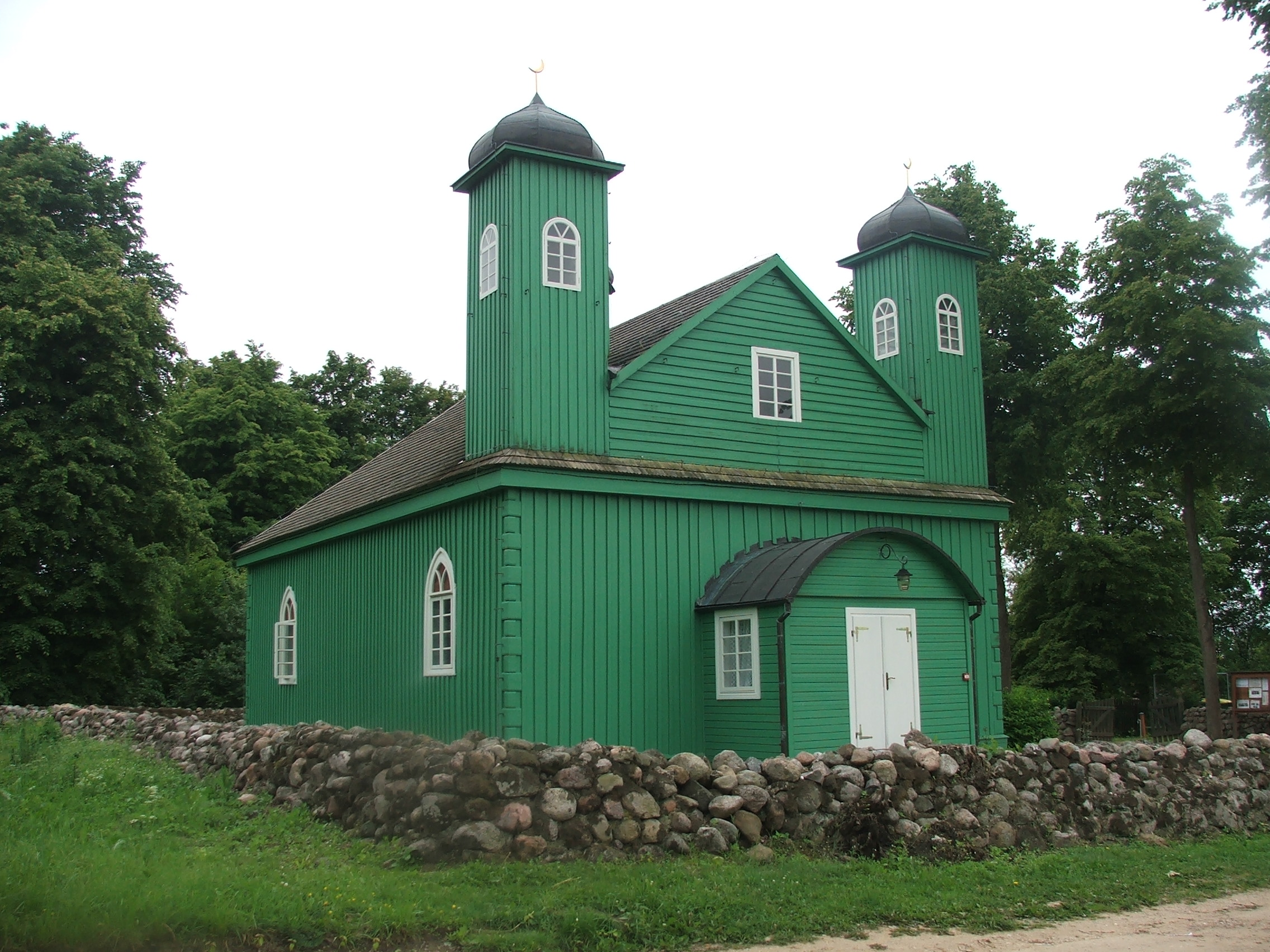
Meczet w Kruszynianach

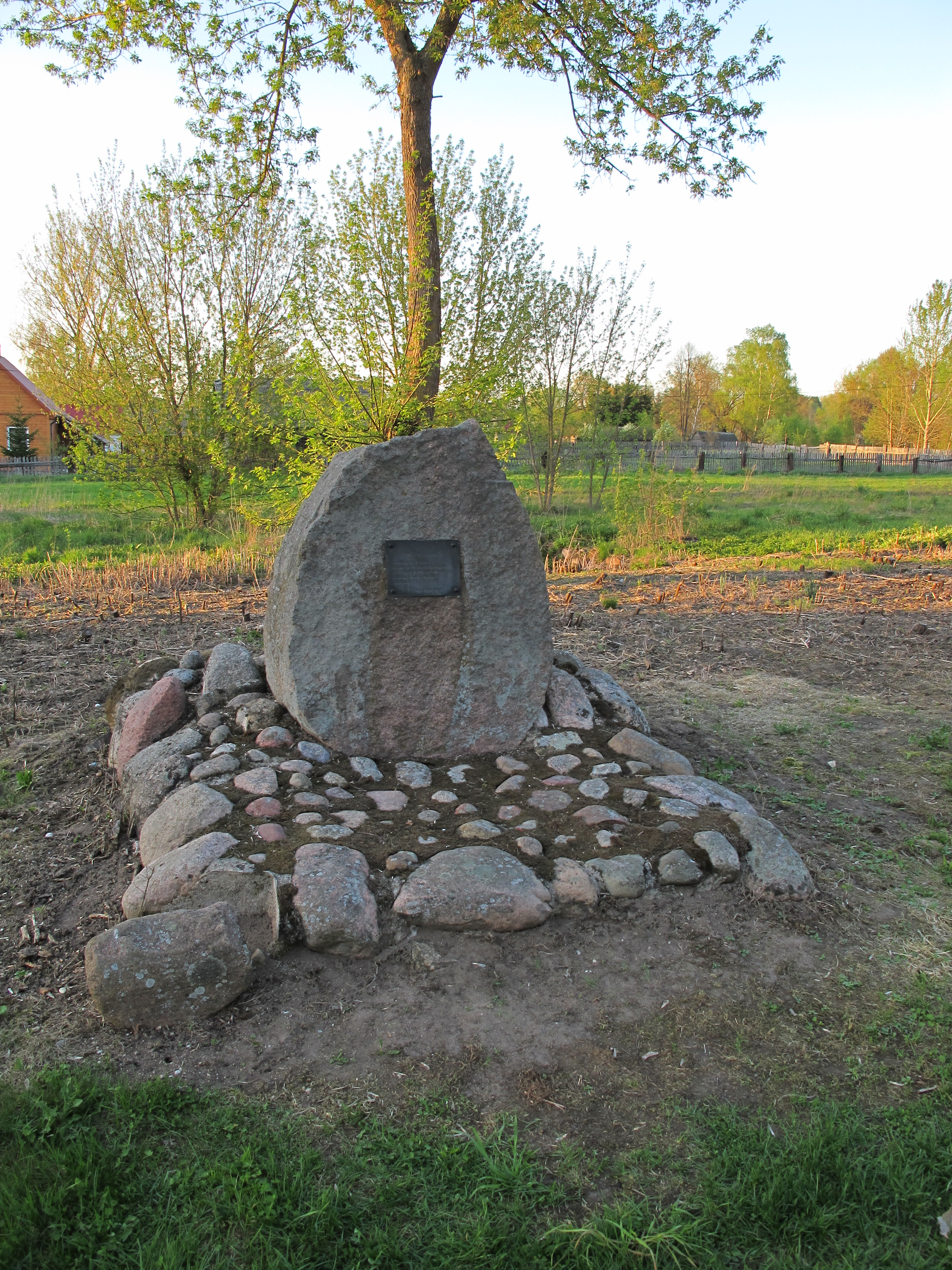
Kamień z czerwca 1979 upamiętniający 300-lecie osiedlenia przez króla Jana III Sobieskiego Tatarów w miejscowościach Kruszyniany, Nietupa i Łużany

W 1915 r. w związku z wybuchem I wojny światowej i niepowodzeniami Armii Imperium Rosyjskiego na froncie wschodnim większość ludności prawosławnej i tatarskiej Kruszynian masowo ewakuowała się w czasie bieżeństwa w głąb Rosji, gdzie przebywała na wygnaniu parę lat. Powroty do wsi rozpoczęły się po 1918 r., czyli po wybuchu rewolucji październikowej, i trwały z różną intensywnością przez następne dziesięciolecie. Znaczna część mieszkańców Kruszynian nie powróciła jednak z Rosji.
Według Pierwszego Powszechnego Spisu Ludności z 1921 roku, wieś Kruszyniany liczyła 54 domostwa i 364 mieszkańców. Miejscowość zamieszkiwana była wówczas przez wiernych 4 wyznań monoteistycznych. Najwięcej mieszkańców w liczbie 170 zadeklarowało wyznanie prawosławne, 141 zadeklarowało wyznanie rzymskokatolickie, 32 wyznanie mahometańskie, a pozostałych 21 zgłosiło wyznanie mojżeszowe. Ponadto Kruszyniany zamieszkiwane były przez przedstawicieli trzech narodowości. Większość mieszkańców w liczbie 201 zgłosiła polską przynależność narodową, 142 zadeklarowało białoruską przynależność narodową, a pozostałe 21 narodowość żydowską. W owym czasie miejscowość znajdowała się w gminie Hołynka w powiecie grodzieńskim.
Po II wojnie światowej lokalną wspólnotę muzułmańską zasilili repatrianci muzułmańscy z terenów Białoruskiej SRR.

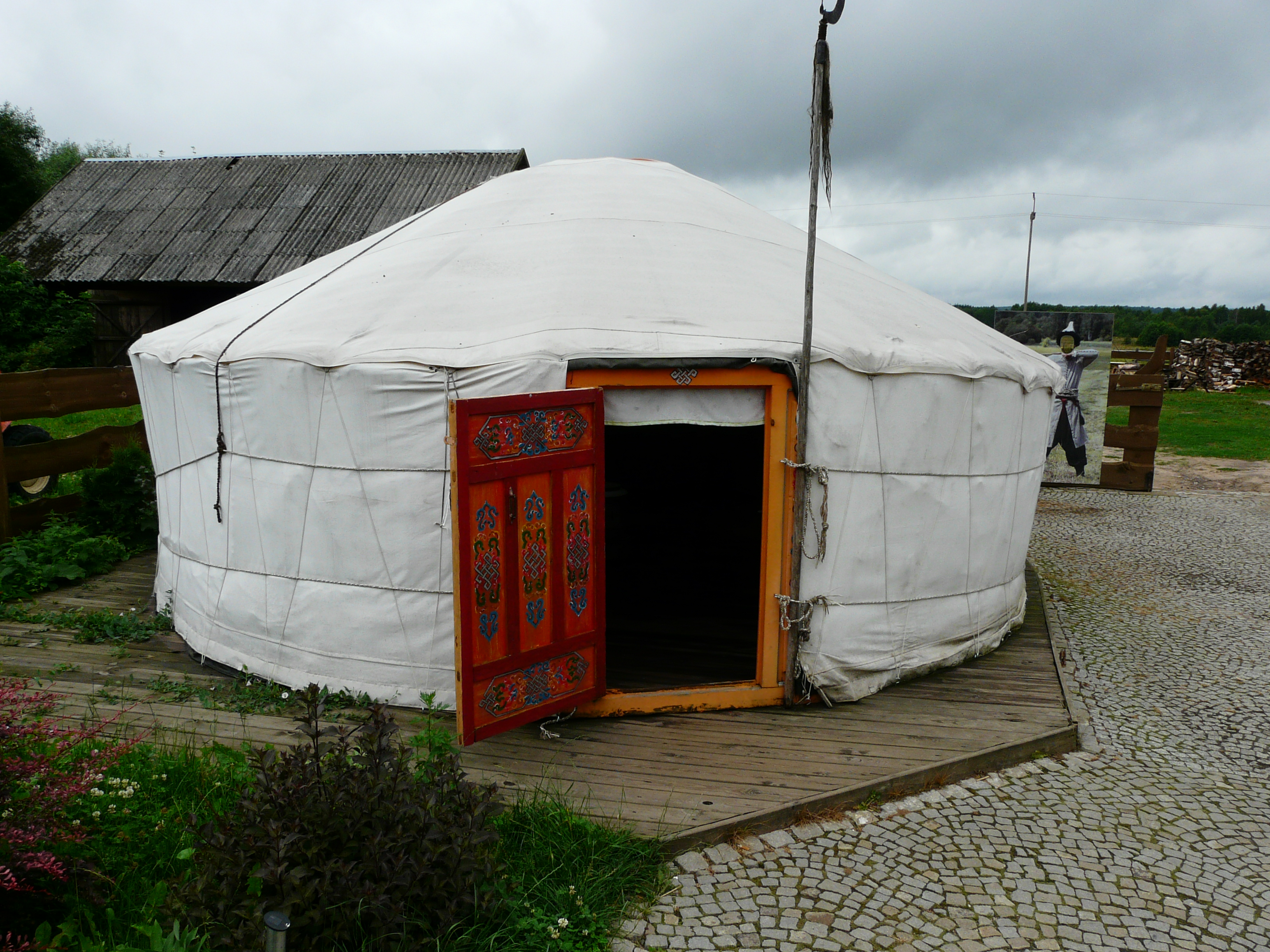
Jurta tatarska w Kruszynianach

W 1980 w Kruszynianach zamieszkiwało 289 osób, z tego 33 wyznania muzułmańskiego, reszta wyznania prawosławnego (we wsi znajduje się parafia prawosławna) i rzymskokatolickiego (wierni tej denominacji należą do parafii w Krynkach). Mieszkańcy wsi posługiwali się wówczas dialektem języka białoruskiego zwanym przez nich językiem prostym. Do dzisiaj mieszka tutaj niewielka mniejszość tatarska.
W Kruszynianach znajdowała się strażnica WOP.
W latach 1954–1959 wieś należała i była siedzibą władz gromady Kruszyniany, po jej zniesieniu w gromadzie Górka. W latach 1975–1998 miejscowość administracyjnie należała do województwa białostockiego.
W nocy z 28/29 czerwca 2014 r. zarówno meczet w Kruszynianach jak i miejscowy cmentarz muzułmański padły ofiarą aktu wandalizmu i profanacji. Na zabytkowych ścianach świątyni oraz na blisko 30 nagrobkach wymalowano sprejem symbole polski walczącej oraz rysunki świni, zwierzęcia uważanego w islamie za nieczyste. Oburzyło to mieszkańców wsi, którzy pomimo dzielących ich różnic narodowościowo-religijnych natychmiast przystąpili do odnowy zdemolowanych obiektów. W maju 2015 r. prokuratura umorzyła śledztwo w tej sprawie z powodu niewykrycia sprawców.
Ochronie zabytkowych Kruszynian ma służyć park krajobrazowy dorzecza Świsłoczy.
W związku z kryzysem migracyjnym na granicy z Białorusią, jaki nastąpił w połowie 2021 r., miejscowość i okolice objęte zostały stanem wyjątkowym.

## Urodzeni w Kruszynianach
- Piotr Makal(inne języki) (1932-1996) – białoruski poeta, dramaturg i tłumacz

## Zabytki

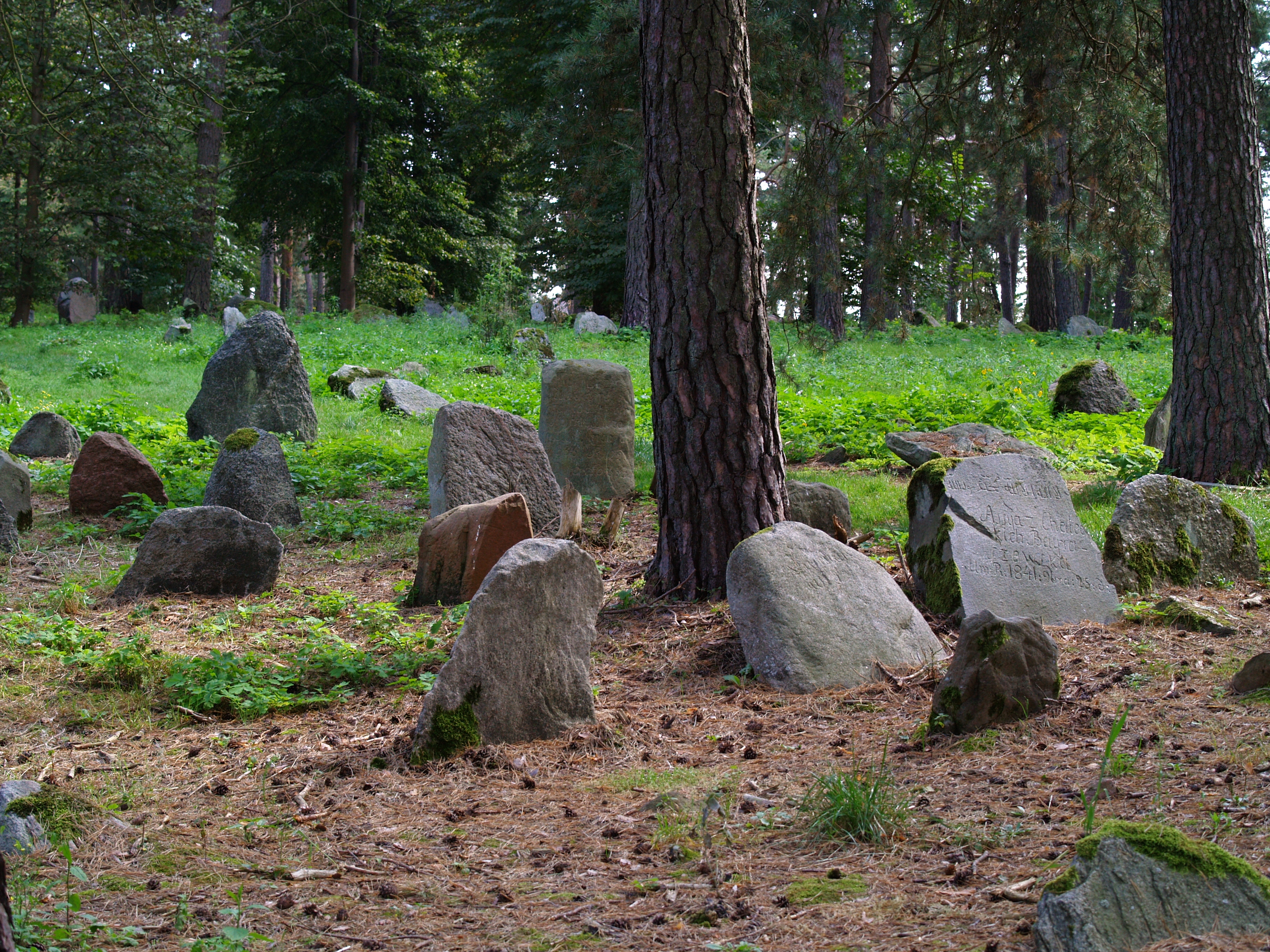
Cmentarz muzułmański w Kruszynianach

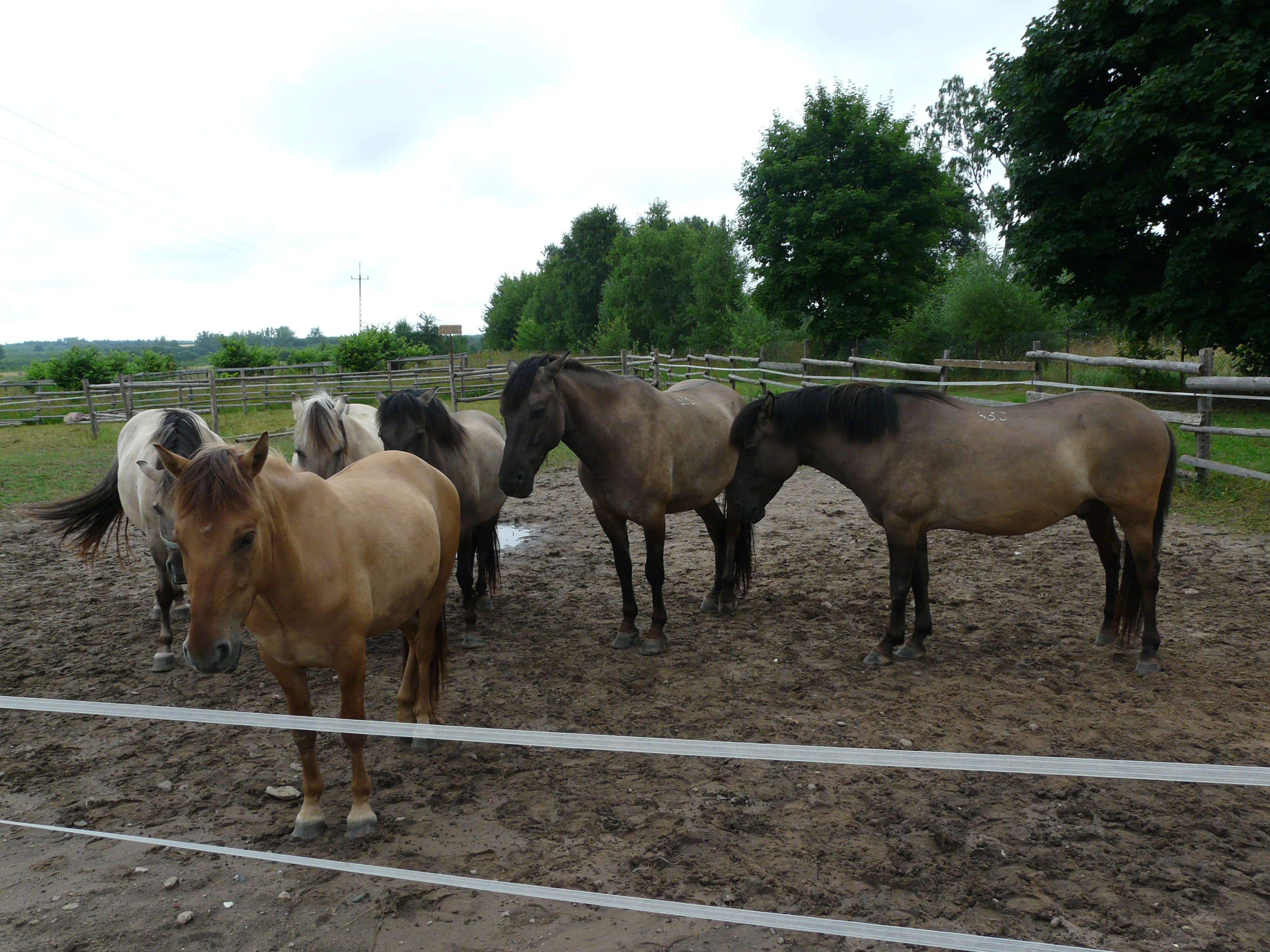
Hodowla koni w Kruszynianach

- Układ przestrzenny wsi, XVII, nr rej.478 z 17.12.1979
- Drewniany meczet muzułmański z końca XVIII wieku (jeden z dwóch najstarszych w Polsce), nr rej.:A-62 z 3.11.1960
- Cmentarz muzułmański – mizar (najstarsze nagrobki z końca XVIII wieku), 2 poł. XVII, nr rej.:A-63 z 31.12.1986[18].

## Inne obiekty
- Parafialna cerkiew prawosławna pod wezwaniem św. Anny – murowana, wzniesiona w latach 1984–1985 na cmentarzu prawosławnym w miejscu drewnianej cerkwi z 1829 r., która spłonęła w 1983[19]
- Cmentarz prawosławny założony w XVIII w.[20]

## Atrakcje turystyczne w pobliżu wsi
- Szlak ekumeniczny wokół zalewu Ozierany, zbudowany w 2006 roku – ma początek i koniec w Kruszynianach
- Rezerwat Nietupa, zwany potocznie „Czarny Roh” („Czarny Róg”)
- Liczne punkty widokowe, m.in. Kosmata Góra
- Na terenie wsi zlokalizowane są restauracje z regionalnym tatarskim jedzeniem